# Консейсан, Жозе да
Жозе Теллиш да Консейсан (порт. José Telles da Conceição; 23 мая 1931 — 18 октября 1974) — бразильский легкоатлет, призёр Олимпийских игр.
Родился в Рио-де-Жанейро. В 1951 году принял участие в соревнованиях по прыжкам в высоту в рамках Панамериканских игр, и стал 4-м. В 1952 году на Олимпийских играх в Хельсинки он завоевал бронзовую медаль в прыжках в высоту, а в тройном прыжке стал 17-м. На Панамериканских играх 1955 года он завоевал бронзовые медали в прыжках в высоту и в беге на 200 м. В 1956 году принял участие в Олимпийских играх в Мельбурне, где стал 6-м в беге на 200 м, а также принял участие в соревнованиях по прыжкам в высоту и в эстафете 4×100 м. В 1960 году на Олимпийских играх в Риме участвовал в соревнованиях по бегу на 200 м, но не завоевал медалей.
Был убит в 1974 году.